# Бурман, Семён Меерович
Семён Меерович Бурман (1908—1976) — участник Великой Отечественной войны, командир пулеметного расчета 487-го стрелкового полка (143-я стрелковая дивизия, 47-я армия, 1-й Белорусский фронт), Полный кавалер ордена Славы, сержант.

## Биография
Родился в семье рабочего. Еврей. В 1926—1929 годах проходил срочную службу в Красной Армии.
В 1941 году был снова призван в армию. На фронте с первых дней Великой Отечественной войны.
10-15 сентября 1944 года в боях на правом берегу реки Висла в районе населенных пунктов Збытки, Ляс, Саска-Кемпа (юго-восточное предместья Варшавы) с бойцами под огнём первым ворвался в опорный пункт, в рукопашной схватке уничтожил вместе с отделением много гитлеровцев.
5 февраля 1945 года в бою юго-западнее населенного пункта Дёйч-Кроне (ныне город Валч, Польша), выдвинув свой пулемёт на открытую позицию, подавил 3 огневые точки врага. 19 февраля в том же районе при отражении контратаки противника истребил до 10 гитлеровцев.
27 марта 1945 года при штурме высоты в 12 км севернее города Врицен с пулеметным расчётом одним из первых ворвался в расположение противника, заменил выбывшего из строя командира взвода. Преследуя врага, уничтожил 2 пулеметные точки, истребил много солдат и офицеров противника. Был ранен, но отказался идти в санчасть. На подступах к Берлину был тяжело ранен.

## Награды
Приказом от 24 сентября 1944 года сержант Бурман Семён Меерович награждён орденом Славы 3-й степени (№ 237722).
Приказом 22 марта 1945 года сержант Бурман Семён Меерович награждён орденом Славы 2-й степени (№ 11831).
Указом Президиума Верховного Совета СССР от 31 мая 1945 года за исключительное мужество, отвагу и бесстрашие, проявленные в боях с гитлеровскими захватчиками, сержант Бурман Семён Меерович награждён орденом Славы 1-й степени (№ 1094). Стал полным кавалером ордена Славы.
Награждён орденом Красной Звезды, медалями.